# 1924 en science-fiction
| Années de la science-fiction : 1921 - 1922 - 1923 - 1924 - 1925 - 1926 - 1927    |
| Décennies de la science-fiction : 1890 - 1900 - 1910 - 1920 - 1930 - 1940 - 1950 |

L'année 1924 est marquée, en matière de science-fiction, par les événements suivants.

## Naissances et décès

### Naissances
- 16 janvier : Gilles-Maurice Dumoulin, écrivain français, mort en 2016.
- 28 février : André Caroff, écrivain français, mort en 2009.
- 6 juin : Robert Abernathy, écrivain américain, mort en 1990.
- 20 juillet : Thomas Berger, écrivain américain, mort en 2014.

## Prix
La plupart des prix littéraires de science-fiction actuellement connus n'existaient alors pas.

## Parutions littéraires

### Nouvelles
- Deux mille ans sous la mer par Léon Groc.

## Sorties audiovisuelles

### Films
- Aelita par Yakov Protazanov.
- La Cité foudroyée par Luitz-Morat.
- Le Dernier Homme sur terre par John G. Blystone.
- L'Inhumaine par Marcel L'Herbier.
- Interplanetary Revolution par Zenon Komissarenko, Nikolai Khodataev et Juri Merkulow.
- Les Mains d'Orlac par Robert Wiene.